# Liste der während der Zeit des Nationalsozialismus im Deutschen Reich uraufgeführten deutschen Spielfilme

## Vorbemerkung
In der Zeit des Nationalsozialismus wurden die Filme vor der Veröffentlichung einer Zensurprüfung unterzogen und konnten auch im Nachhinein nach der Aufführung noch verboten werden. Eine Reihe der in dieser Liste der während der Zeit des Nationalsozialismus im Deutschen Reich uraufgeführten deutschen Spielfilme enthaltenen Filme wurde später wieder verboten – siehe dafür die entsprechende Kennzeichnung in Klammern. Für die von der Filmprüfstelle nicht zugelassenen und daher nicht aufgeführten Spielfilme siehe die Liste der im Nationalsozialismus verbotenen Filme. Grundsätzlich zugelassene Filme wurden häufig für die Jugend verboten. Für die vom nationalsozialistischen Staat ausgezeichneten Filme siehe die Liste der am höchsten prädikatisierten nationalsozialistischen Spielfilme.
Die Zahl der wöchentlichen Kinobesuche steigerte sich von 1933 bis 1939 um das 2½-fache. Der Anteil der gezeigten deutschen Spielfilme, der 1932 (dem letzten Jahr der Weimarer Republik) bei 62,0 Prozent und in der Bundesrepublik im Jahre 2010 bei 37,3 Prozent lag, betrug 1939 im Deutschen Reich 77,1 Prozent – während der Anteil der US-amerikanischen Filme von 25,8 Prozent im Jahre 1932 auf 13,9 Prozent im Jahre 1939 sank.
Die Bedingungen der Filmproduktion im Deutschen Reich dieser Zeit werden in dem Artikel Nationalsozialistische Filmpolitik beschrieben.

## 1933
Die Gesamtzahl der uraufgeführten deutschen Spielfilme betrug 107.
- Morgenrot, 31. Januar
- Der große Bluff, 2. Februar
- Ganovenehre, 3. Februar (1933 verboten)
- Der Choral von Leuthen, 3. Februar
- Moral und Liebe, 3. Februar
- Die blonde Christl, 10. Februar
- Marion, das gehört sich nicht, 15. Februar
- Zwei gute Kameraden, 17. Februar
- Keinen Tag ohne Dich, 17. Februar
- Ich und die Kaiserin, 22. Februar
- Das Meer ruft, 23. Februar
- Salon Dora Green, 23. Februar
- Liebelei, 24. Februar
- Die Unschuld vom Lande, 24. Februar
- Der Läufer von Marathon, 24. Februar
- Lachende Erben, 6. März (1937 verboten)
- Und wer küßt mich?, 7. März
- Die Tochter des Regiments, 11. März (deutsch-österreichische Koproduktion)
- Manolescu, der Fürst der Diebe, 17. März
- Heut’ kommt’s drauf an, 17. März
- Brennendes Geheimnis, 20. März
- Die Blume von Hawaii, 21. März
- Ich will Dich Liebe lehren, 24. März
- Sprung in den Abgrund, 30. März
- Spione am Werk, 31. März
- Die kleine Schwindlerin, 3. April
- Gipfelstürmer, 7. April
- Anna und Elisabeth, 12. April
- Ein Lied für Dich, 15. April
- Schleppzug M 17, 19. April
- Es war einmal ein Musikus, 19. April
- Was Frauen träumen, 20. April
- Hände aus dem Dunkel, 25. April (1936 verboten)
- Die Nacht im Forsthaus. Der Fall Roberts, 4. Mai
- Ein Lied geht um die Welt, 9. Mai (1937 verboten)
- K 1 greift ein! 9. Mai
- Der sündige Hof, 12. Mai
- Sag mir, wer du bist, 15. Mai
- Der Meisterdetektiv, 15. Mai
- Flucht nach Nizza, 13. Juni
- S.A. Mann Brand, 14. Juni
- Wege zur guten Ehe, 14. Juni (1936 verboten)
- Der Kampf um den Bär, 23. Juni
- Kind, ich freu’ mich auf Dein Kommen, 23. Juni
- Der Stern von Valencia, 5. Juli
- Saison in Kairo, 20. Juli
- Die kalte Mamsell, 21. Juli
- Die Nacht der großen Liebe, 28. Juli
- Kleiner Mann – was nun?, 3. August
- Morgen beginnt das Leben, 4. August
- Liebe muß verstanden sein, 4. August
- Die Fahrt ins Grüne, 4. August
- Ein gewisser Herr Gran, 15. August
- Johannisnacht, 17. August
- Heimkehr ins Glück, 18. August
- Roman einer Nacht, 22. August
- Fräulein Hoffmanns Erzählungen, 25. August
- Wenn am Sonntagabend die Dorfmusik spielt, 25. August
- Heimat am Rhein, 25. August
- Der Judas von Tirol, 26. August
- Gruß und Kuß – Veronika, 29. August
- SOS Eisberg, 30. August
- Schüsse an der Grenze, 1. September
- Das häßliche Mädchen, 8. September
- Der Traum vom Rhein, 8. September
- Leise flehen meine Lieder, 9. September
- Hitlerjunge Quex, 12. September
- Unsichtbare Gegner, 18. September (deutsch-österreichische Koproduktion)
- Reifende Jugend, 22. September
- Die schönen Tage von Aranjuez, 22. September
- Ein Unsichtbarer geht durch die Stadt, 29. September
- Ist mein Mann nicht fabelhaft?, 29. September
- Drei blaue Jungs, ein blondes Mädel, 2. Oktober
- Walzerkrieg, 4. Oktober
- Hans Westmar, 6. Oktober / 13. Dezember
- Der Zarewitsch, 6. Oktober
- Hochzeit am Wolfgangsee, 9. Oktober
- Muß man sich gleich scheiden lassen? 10. Oktober
- Großfürstin Alexandra, 13. Oktober (deutsch-österreichische Koproduktion)
- Glück im Schloß, 20. Oktober
- Kleines Mädel – großes Glück, 24. Oktober
- Das Tankmädel, 25. Oktober
- Höllentempo, 25. Oktober
- Du sollst nicht begehren, 31. Oktober
- Zwei im Sonnenschein, 2. November
- Skandal in Budapest, 3. November (deutsch-ungarische Koproduktion)
- Der Tunnel, 3. November
- Heideschulmeister Uwe Karsten, 4. November
- Drei Kaiserjäger, 15. November
- Abel mit der Mundharmonika, 16. November
- Es gibt nur eine Liebe, 16. November
- Das Schloß im Süden, 16. November
- Der Page vom Dalmasse-Hotel, 23. November
- Die vom Niederrhein, 24. November
- Glückliche Reise, 27. November
- Mädels von heute, 30. November
- Schwarzwaldmädel, 30. November
- Das lustige Kleeblatt, 5. Dezember
- Das Lied vom Glück, 5. Dezember
- Flüchtlinge, 8. Dezember
- Keine Angst vor Liebe, 12. Dezember
- Das verliebte Hotel, 19. Dezember
- Der Jäger aus Kurpfalz, 20. Dezember
- Gretel zieht das große Los, 21. Dezember
- Inge und die Millionen, 22. Dezember
- Des jungen Dessauers große Liebe, 22. Dezember
- Viktor und Viktoria, 23. Dezember
- Die weiße Majestät, 27. Dezember (deutsch-französisch-schweizerische Koproduktion)
- Das Lied der Sonne, 30. Dezember

## 1934
- Stimme der Liebe, 3. Januar
- Volldampf voraus!, 3. Januar
- Mutter und Kind, 5. Januar
- Wenn ich König wär!, 9. Januar
- Die Finanzen des Großherzogs, 10. Januar
- Der Schimmelreiter, 12. Januar
- Die Sonne geht auf, 12. Januar
- Wilhelm Tell, 12. Januar
- Der Polizeibericht meldet … Die Frau im schwarzen Schleier, 12. Januar
- Sie und die Drei, 18. Januar
- Elisabeth und der Narr, 24. Januar
- Konjunkturritter, 26. Januar
- Das alte Recht, 27. Januar
- Rivalen der Luft, 19. Januar
- Zwischen zwei Herzen, 30. Januar
- Der Flüchtling aus Chicago, 31. Januar
- Ich kenn’ Dich nicht und liebe Dich, 1. Februar
- Der Störenfried, 2. Februar
- Zimmermädchen … 3 × klingeln, 2. Februar
- Einmal eine große Dame sein, 10. Februar
- So ein Flegel, 13. Februar
- Der Doppelgänger, 14. Februar
- Stoßtrupp 1917, 20. Februar
- Fräulein Frau, 23. Februar
- Ein Mädel wirbelt durch die Welt, 2. März
- Der schwarze Walfisch, 2. März
- Annette im Paradies, 7. März (deutsch-tschechoslowakische Koproduktion)
- Die Welt ohne Maske, 9. März
- Mit Dir durch dick und dünn, 9. März
- Die Freundin eines großen Mannes, 10. März
- Es tut sich was um Mitternacht, 13. März
- Mein Herz ruft nach dir, 23. März
- Abenteuer im Südexpreß, 24. März
- Zigeunerblut, 26. März
- Gold, 29. März
- Frühlingsmärchen. Verlieb’ Dich nicht in Sizilien, 29. März
- Der ewige Traum, 31. März
- Die große Chance, 31. März
- Pipin der Kurze, 31. März
- Ein Mädchen mit Prokura, 31. März
- In Sachen Timpe, 31. März
- Achtung! Wer kennt diese Frau?, 11. April
- Das Blumenmädchen vom Grand-Hotel, 11. April
- Zu Straßburg auf der Schanz, 13. April
- Hanneles Himmelfahrt, 13. April
- Polarstürme, 17. April (Tonfassung des Films Der Ruf des Nordens)
- Die vertauschte Braut, 17. April
- Nordpol – Ahoi!, 18. April (deutsch-amerikanische Koproduktion)
- Du bist entzückend, Rosmarie, 20. April
- Meine Frau, die Schützenkönigin, 20. April
- Die Bande vom Hoheneck, 25. April
- ... heute Abend bei mir!, 27. April
- Die vier Musketiere, 27. April
- Pappi, 4. Mai
- Der Meisterboxer, 11. Mai
- Freut euch des Lebens, 15. Mai
- Die Töchter ihrer Exzellenz, 17. Mai
- Der Springer von Pontresina, 23. Mai (deutsch-schweizerische Koproduktion)
- Grenzfeuer, 27. Mai
- Bei der blonden Kathrein, 29. Mai
- Das verlorene Tal, 5. Juni (deutsch-schweizerische Koproduktion)
- Krach im Forsthaus, 22. Juni
- Der Doppelbräutigam, 22. Juni (deutsch-tschechoslowakische Koproduktion)
- Die Czardasfürstin, 26. Juni
- Gern hab' ich die Frau’n geküßt, 3. Juli
- Ein Mann will nach Deutschland, 26. Juli
- Schön ist es, verliebt zu sein, 27. Juli
- Taifun / Polizeiakte 909 / Der Fall Tokeramo, 27. Juli
- Der Schuß am Nebelhorn, 31. Juli
- Musik im Blut, 1. August
- Schloß Hubertus, 9. August
- Der Herr der Welt, 11. August
- Ein Walzer für dich / Hilfe, ich bin Minister, 12. August
- Der Schrecken vom Heidekrug, 16. August
- Charleys Tante, 17. August
- Krach um Jolanthe, 18. August
- Schach der Eva, 19. August
- Klein Dorrit,  21. August
- Ich sing mich in Dein Herz hinein, 22. August
- Was bin ich ohne Dich, 24. August
- Der kühne Schwimmer, 28. August
- Die Sporck’schen Jäger, 30. August
- Die Insel, 30. August
- Rosen aus dem Süden, 30. August
- Liebe dumme Mama, 4. September
- Heinz im Mond, 5. September
- Der verlorene Sohn, 6. September
- Pechmarie, 12. September
- Der junge Baron Neuhaus, 14. September
- Der Vetter aus Dingsda, 14. September
- Spiel mit dem Feuer, 18. September
- Schwarzer Jäger Johanna, 19. September
- Frühjahrsparade. Ein Film aus Österreich-Ungarns Vergangenheit, 20. September (deutsch-österreichisch-ungarische Koproduktion)
- Schützenkönig wird der Felix, 21. September
- Herr Kobin geht auf Abenteuer, 28. September
- Fräulein Liselott, 29. September
- Fürst Woronzeff, 2. Oktober
- Eine Siebzehnjährige, 3. Oktober
- Abschiedswalzer. Zwei Frauen um Chopin, 4. Oktober
- Abenteuer eines jungen Herrn in Polen, 4. Oktober
- Alte Kameraden, 5. Oktober
- Da stimmt was nicht, 9. Oktober
- Der Fall Brenken, 12. Oktober
- So endete eine Liebe, 18. Oktober
- Das Erbe in Pretoria, 19. Oktober
- Zwischen Himmel und Erde, 19. Oktober
- Jungfrau gegen Mönch, 23. Oktober
- Polenblut, 24. Oktober
- Jede Frau hat ein Geheimnis, 30. Oktober
- Die englische Heirat, 31. Oktober
- Der Herr Senator. Die fliegende Ahnfrau, 1. November
- Lockvogel, 10. November
- Heldentum und Todeskampf unserer „Emden“, 13. November
- La Paloma. Ein Lied der Kameradschaft, 14. November
- Ich heirate meine Frau, 16. November
- Die Reiter von Deutsch-Ostafrika, 2. November (1939 verboten)
- Die Liebe siegt, 22. November (1935 verboten)
- Der letzte Walzer, 27. November
- Die Liebe und die erste Eisenbahn, 27. November
- Grüß mir die Lore noch einmal, 28. November
- Ein Kind, ein Hund, ein Vagabund, 29. November
- Ich für Dich – Du für mich, 30. November
- Prinzessin Turandot, 30. November
- Aufforderung zum Tanz, 4. Dezember
- Ferien vom Ich, 7. Dezember
- Peer Gynt, 7. Dezember
- Das unsterbliche Lied, 1. Dezember (deutsch-schweizerische Koproduktion)
- Besuch am Abend, 12. Dezember
- Die beiden Seehunde. Seine Hoheit, der Dienstmann, 19. Dezember
- Ich sehne mich nach Dir, 20. Dezember
- Ihr größter Erfolg, 20. Dezember
- Liebe, Tod und Teufel, 21. Dezember
- Die Frauen vom Tannhof, 21. Dezember
- Um das Menschenrecht, 28. Dezember
- Herz ist Trumpf, 31. Dezember
- Hohe Schule, 31. Dezember (deutsch-österreichische Koproduktion)

## 1935
- Held einer Nacht, 1. Januar (deutsch-tschechoslowakische Koproduktion)
- Petersburger Nächte. Walzer an der Newa, 4. Januar
- Glückspilze, 4. Januar
- Regine, 7. Januar
- Alles hört auf mein Kommando, 8. Januar
- Hermine und die sieben Aufrechten, 11. Januar
- Oberwachtmeister Schwenke, 14. Januar
- Peter, Paul und Nanette, 15. Januar
- Nur nicht weich werden, Susanne!, 24. Januar
- Warum lügt Fräulein Käthe?, 24. Januar
- Punks kommt aus Amerika, 25. Januar
- Die Katz' im Sack, 25. Januar (deutsch-französische Koproduktion)
- Der alte und der junge König, 29. Januar
- Der stählerne Strahl, 29. Januar
- Der rote Reiter, 1. Februar
- Mein Leben für Maria Isabell, 7. Februar
- Wenn ein Mädel Hochzeit macht, 12. Februar
- Winternachtstraum, 13. Februar
- Alles um eine Frau. Kameraden, 14. Februar
- Der eingebildete Kranke, 18. Februar
- Frischer Wind aus Kanada, 22. Februar
- Ein falscher Fuffziger, 28. Februar
- Die törichte Jungfrau, 28. Februar
- Knock-out. Ein junges Mädchen – ein junger Mann, 1. März
- Barcarole, 4. März
- Alle Tage ist kein Sonntag, 8. März
- Artisten, 12. März
- Der blaue Diamant, 14. März
- Blutsbrüder. Bosnische Symphonie, 15. März
- Der Schlafwagenkontrolleur, 15. März (deutsch-französische Koproduktion)
- Der Dämon des Himalaya, 20. März (deutsch-schweizerische Koproduktion)
- Ein Mädel aus guter Familie, 22. März
- Hundert Tage, 22. März (deutsch-italienische Koproduktion)
- Lärm um Weidemann, 5. April
- Lockspitzel Asew, 12. April (deutsch-österreichische Koproduktion)
- Zigeunerbaron, 17. April
- Großreinemachen, 25. April
- Ihre Durchlaucht, die Verkäuferin, 25. April
- Das Mädchen Johanna, 26. April
- Wunder des Fliegens, 14. Mai
- Ehestreik, 31. Mai
- Nacht der Verwandlung. Demaskierung, 31. Mai
- Endstation, 4. Juni (deutsch-österreichische Koproduktion)
- Mach' mich glücklich, 5. Juni
- Der Kampf mit dem Drachen, 14. Juni
- Wer wagt – gewinnt. Bezauberndes Fräulein, 9. Juli
- Amphitryon – Aus den Wolken kommt das Glück, 18. Juli
- Ein ganzer Kerl / Karl räumt auf, 2. August
- Die blonde Carmen, 7. August
- Liselotte von der Pfalz, 8. August
- Der Gefangene des Königs, 13. August
- Liebe geht – wohin sie will, 14. August
- Die Werft zum grauen Hecht, 22. August
- Stradivari, 26. August
- Alles weg’n dem Hund. Das verrückte Testament, 29. August
- Ich liebe alle Frauen, 30. August
- Die Heilige und ihr Narr, 6. September
- Ein idealer Gatte, 6. September
- Pygmalion, 12. September
- Varieté, 17. September (deutsch-französische Koproduktion)
- Das Einmaleins der Liebe, 20. September
- Königswalzer, 23. September
- Der Vogelhändler, 26. September
- Der mutige Seefahrer, 27. September
- Wenn die Musik nicht wär', 2. Oktober
- Der grüne Domino, 4. Oktober
- Leichte Kavallerie, 14. Oktober
- Ich war Jack Mortimer, 17. Oktober
- Liebesleute, 18. Oktober
- Lady Windermeres Fächer, 20. Oktober
- April, April!, 24. Oktober
- Vergiß mein nicht, 24. Oktober
- Künstlerliebe, 25. Oktober
- Das Mädchen vom Moorhof, 30. Oktober
- Einer zuviel an Bord, 31. Oktober
- Eine Seefahrt, die ist lustig, 2. November
- Anschlag auf Schweda, 5. November
- Der Mann mit der Pranke, 12. November
- Mazurka, 14. November
- Der Außenseiter, 14. November
- Der Klosterjäger, 18. November
- Friesennot, 19. November
- Königstiger, 22. November
- Die selige Exzellenz, 26. November
- Viktoria, 27. November
- Der Ammenkönig, 5. Dezember
- Im weißen Rößl, 6. Dezember
- Der junge Graf, 9. Dezember
- Der Student von Prag, 10. Dezember
- Eine Nacht an der Donau, 13. Dezember
- Pole Poppelspäler, Dezember
- Liebeslied, 16. Dezember
- Henker, Frauen und Soldaten, 19. Dezember
- Kirschen in Nachbars Garten, 20. Dezember
- Krach im Hinterhaus, 20. Dezember
- Familie Schimek, 20. Dezember
- Stützen der Gesellschaft, 21. Dezember
- Verlieb Dich nicht am Bodensee, 21. Dezember
- Schwarze Rosen, 23. Dezember
- Der höhere Befehl, 30. Dezember

## 1936
- Fährmann Maria, 7. Januar
- Die klugen Frauen, 15. Januar (deutsch-französische Koproduktion)
- Der Dschungel ruft, 16. Januar
- August der Starke, 17. Januar (deutsch-polnische Koproduktion, 1939 verboten)
- Traumulus, 23. Januar
- Die lustigen Weiber, 24. Januar
- Junges Blut, 24. Januar
- Herbstmanöver, 24. Januar
- Donogoo Tonka. Die geheimnisvolle Stadt, 24. Januar
- Der ahnungslose Engel, 4. Februar
- Mädchenräuber, 6. Februar
- Der Kurier des Zaren, 7. Februar (deutsch-französische Koproduktion)
- Du kannst nicht treu sein, 11. Februar
- Der schüchterne Casanova, 13. Februar
- Kater Lampe, 19. Februar
- Durch die Wüste, 20. Februar
- Mädchenjahre einer Königin, 28. Februar
- Soldaten – Kameraden, 28. Februar
- Raub der Sabinerinnen, 1. März
- Martha. Letzte Rose, 3. März
- Die letzten Vier von Santa Cruz, 11. März
- Der Favorit der Kaiserin, 12. März
- Paul und Pauline, 13. März
- Der müde Theodor, 13. März
- Schloß Vogelöd, 19. März
- Die große und die kleine Welt, 20. März
- Heißes Blut, 20. März
- Wenn der Hahn kräht, 23. März
- Engel mit kleinen Fehlern, 31. März
- Die Entführung, 1. April
- Die unmögliche Frau, 3. April
- Ein seltsamer Gast, 8. April
- Savoy-Hotel 217, 11. April
- Die Liebe des Maharadschah, 15. April
- Die letzte Fahrt der Santa Margareta, 17. April
- Liebeserwachen, 24. April
- Arzt aus Leidenschaft, 30. April
- Stjenka Rasin, 1. Mai
- Familienparade, 14. Mai
- Hilde Petersen postlagernd, 15. Mai
- Donaumelodien, 15. Mai
- Flitterwochen, 28. Mai
- Befehl ist Befehl, 29. Mai
- Der Abenteurer von Paris, 29. Mai
- Skandal um die Fledermaus, 4. Juni
- Das Hermännchen. Nee, nee, was es nich' alles gibt, 5. Juni
- Der geheimnisvolle Mister X, 11. Juni
- Allotria, 12. Juni
- Es waren zwei Junggesellen, 12. Juni
- Die Drei um Christine, 18. Juni
- Schlußakkord, 27. Juni
- Hans im Glück, 3. Juli
- Weiberregiment, 9. Juli
- Straßenmusik, 10. Juli
- Waldwinter, 14. Juli
- Nachtwache im Paradies, 16. Juli
- Der Kaiser von Kalifornien, 21. Juli
- Der verkannte Lebemann, 24. Juli
- Inkognito, 31. Juli
- Moral, 3. August
- Drei Mäderl um Schubert, 4. August
- Boccaccio, 11. August
- Diener lassen bitten, 14. August
- Das Schloß in Flandern, 14. August
- Männer vor der Ehe, 14. August
- Ave Maria, 21. August
- Blinde Passagiere, 21. August
- Stärker als Paragraphen, 27. August
- Standschütze Bruggler, 28. August
- Ein Lied klagt an, 31. August
- Eskapade, 1. September
- Drei tolle Tage, 4. September
- Schabernack. Wer ist wer, 4. September
- Mädchen in Weiß. Ich bin auf der Welt, um glücklich zu sein, 10. September
- Verräter, 15. September
- Arme kleine Inge, 19. September (deutsch-tschechische Koproduktion)
- Glückskinder, 19. September
- 90 Minuten Aufenthalt, 25. September
- Onkel Bräsig, 25. September
- Die Stunde der Versuchung, 29. September
- Maria, die Magd, 2. Oktober
- Du bist mein Glück, 7. Oktober
- Ein Hochzeitstraum, 8. Oktober
- Moskau – Shanghai, 8. Oktober
- Das Mädchen Irene, 9. Oktober
- Wenn wir alle Engel wären, 9. Oktober
- Die un-erhörte Frau, 15. Oktober
- Hilde und die 4 PS, 16. Oktober
- Stadt Anatol, 16. Oktober
- Eine Frau ohne Bedeutung, 26. Oktober
- Donner, Blitz und Sonnenschein, 30. Oktober
- Wo die Lerche singt, 30. Oktober (deutsch-schweizerisch-ungarische Koproduktion)
- Intermezzo, 3. November
- Spiel an Bord, 3. November
- Hummel - Hummel, 6. November
- Die Unbekannte, 12. November
- Fiakerlied, 13. November
- Das Veilchen vom Potsdamer Platz, 16. November
- Der Jäger von Fall, 17. November
- Die Jugendsünde, 20. November
- Der Bettelstudent, 23. November
- Dahinten in der Heide, 25. November
- Der lachende Dritte, 26. November
- Es geht um mein Leben, 15. Dezember
- Geheimnis eines alten Hauses, 3. Dezember
- Annemarie. Die Geschichte einer jungen Liebe, 4. Dezember
- Die Leute mit dem Sonnenstich, 4. Dezember
- Das Hofkonzert, 16. Dezember
- Der lustige Witwenball, 21. Dezember
- Die Nacht mit dem Kaiser, 22. Dezember
- Unter heißem Himmel, 23. Dezember
- Kinderarzt Dr. Engel, 30. Dezember
- Susanne im Bade, 31. Dezember

## 1937
- Weiße Sklaven, 5. Januar
- Der Hund von Baskerville, 12. Januar
- Ein Mädel vom Ballett, 12. Januar
- Ritt in die Freiheit, 14. Januar
- Und du mein Schatz fährst mit, 15. Januar
- Der Klapperstorchverband, 16. Januar
- Truxa, 19. Januar
- Ball im Metropol, 26. Januar
- Sein bester Freund, 26. Februar
- Gleisdreieck, 27. Januar
- IA in Oberbayern, 2. Februar
- Fridericus, 8. Februar
- Die Kreutzersonate, 11. Februar
- Togger, 12. Februar
- Meine Frau, die Perle, 13. Februar
- Frauenliebe – Frauenleid, 19. Februar
- Sherlock Holmes. „Die graue Dame“, 26. Februar
- Vor Liebe wird gewarnt, 28. Februar
- Menschen ohne Vaterland, 6. März
- Liebe geht seltsame Wege, 10. März
- Der Etappenhase, 16. März
- Der Herrscher, 17. März
- Die göttliche Jette, 18. März
- Die Tochter des Samurai, 23. März (deutsch-japanische Koproduktion; jap. Titel: 新しき土)
- Condottieri, 24. März (deutsch-italienische Koproduktion)
- Die gläserne Kugel, 25. März
- Die Stimme des Herzens, 27. März
- Gefährliches Spiel, 3. April
- Das schöne Fräulein Schragg, 9. April
- Gordian, der Tyrann, 9. April
- Man spricht über Jacqueline, 16. April
- Die Kronzeugin, 21. April
- Krach und Glück um Künnemann, 23. April
- Madame Bovary, 23. April
- Sein letztes Modell, 24. April (deutsch-ungarische Koproduktion)
- Die ganz großen Torheiten, 30. April
- So weit geht die Liebe nicht, 3. Mai
- Wie der Hase läuft, 25. Mai
- Meiseken, 27. Mai
- Land der Liebe, 10. Juni
- Heiratsinstitut Ida & Co, 30. Juni
- Mein Sohn, der Herr Minister, 6. Juli
- Der Mann, der Sherlock Holmes war, 15. Juli
- Alarm in Peking, 16. Juli
- Wenn Frauen schweigen, 20. Juli
- Husaren, heraus, 22. Juli
- Karussell, 2. August
- Die Austernlilli, 3. August
- Liebe kann lügen, 3. August
- Sieben Ohrfeigen, 3. August
- Unter Ausschluss der Öffentlichkeit, 5. August
- Kapriolen, 10. August
- Der Scheidungsgrund, 17. August (deutsch-tschechoslowakische Koproduktion)
- Wenn Du eine Schwiegermutter hast, 13. August
- Das Schweigen im Walde, 19. August
- Versprich mir nichts!, 20. August
- Gauner im Frack. Konflikt, 26. August
- Pan. Das Schicksal des Leutnants Thomas Glahn, 27. August
- Zu neuen Ufern, 31. August
- Die Landstreicher, 3. September
- Die Warschauer Zitadelle, 6. September
- Unternehmen Michael, 7. September
- Gabriele eins, zwei, drei, 10. September
- Spiel auf der Tenne, 14. September
- Daphne und der Diplomat, 24. September
- Patrioten, 24. September
- Mädchen für alles, 27. September
- Fremdenheim Filoda, 30. September
- Signal in der Nacht, 1. Oktober
- Die gelbe Flagge, 2. Oktober
- Manege, 8. Oktober
- Autobus „S“. Ein Mann kam nicht nach Hause, 12. Oktober
- Heimweh, 12. Oktober
- Der Mustergatte, 13. Oktober
- Der Unwiderstehliche, 14. Oktober
- Der zerbrochene Krug, 19. Oktober
- Brillanten, 22. Oktober
- Die Korallenprinzessin, 29. Oktober (deutsch-jugoslawische Koproduktion)
- Die Fledermaus, 30. Oktober
- Fanny Elßler, 4. November
- Der Lachdoktor, 10. November
- Ein Volksfeind, 15. November
- Gewitterflug zu Claudia, 25. November
- Der Schimmelkrieg in der Holledau, 26. November
- Serenade, 26. November
- Rotkäppchen und der Wolf, 27. November
- Zweimal zwei im Himmelbett, 2. Dezember
- Der Biberpelz, 16. Dezember
- Meine Freundin Barbara, 17. Dezember
- La Habanera, 18. Dezember
- Gasparone, 21. Dezember
- Hahn im Korb, 21. Dezember
- Tango Notturno, 23. Dezember

## 1938
- Das Geheimnis um Betty Bonn, 4. Januar
- Monika. Eine Mutter kämpft um ihr Kind, 5. Januar
- Der Berg ruft, 6. Januar
- Das große Abenteuer, 7. Januar
- Der Katzensteg, 11. Januar
- Mit versiegelter Order, 14. Januar
- Petermann ist dagegen!, 14. Januar
- Urlaub auf Ehrenwort, 19. Januar
- Das indische Grabmal, 28. Januar
- Die Umwege des schönen Karl, 31. Januar
- Abenteuer in Warschau, 1. Februar (deutsch-polnische Koproduktion, 1939 verboten)
- Der Mann, der nicht nein sagen kann, 1. Februar
- Frau Sylvelin, 2. Februar
- Rätsel um Beate, 4. Februar
- Der Maulkorb, 10. Februar
- Der Tiger von Eschnapur, 11. Februar
- Wie einst im Mai, 11. Februar
- Heiratsschwindler, 15. Februar
- Gewitter im Mai, 22. Februar
- Das Ehesanatorium, 24. Februar
- Finale, 25. Februar
- Das Mädchen mit dem guten Ruf, 25. Februar
- Verklungene Melodie, 25. Februar
- Zwischen den Eltern, 2. März
- Revolutionshochzeit, 7. März
- Kameraden auf See, 12. März
- Ihr Leibhusar, 14. März (deutsch-österreichisch-ungarische Koproduktion)
- Es leuchten die Sterne, 17. März
- Musketier Meier III, 17. März
- Die fromme Lüge, 25. März
- Schüsse in Kabine 7, 25. März
- Yvette. Die Tochter einer Kurtisane, 25. März
- Fünf Millionen suchen einen Erben, 1. April
- Der nackte Spatz, 1. April
- Einmal werd’ ich Dir gefallen, 6. April
- Ab Mitternacht, 8. April (deutsch-französische Koproduktion, 1939 verboten)
- Das Mädchen von gestern Nacht, 14. April
- Frühlingsluft, 16. April
- Der unmögliche Herr Pitt, 16. April
- Großalarm, 16. April
- Heiraten – aber wen?, 22. April (deutsch-tschechoslowakisch-österreichische Koproduktion)
- Jugend, 3. Mai
- Die kleine und die große Liebe, 4. Mai
- Anna Favetti, 17. Mai
- Kleiner Mann – ganz groß, 18. Mai
- Dreiklang, 24. Mai
- Ballade, 3. Juni
- Mordsache Holm, 18. Juni
- Heimat, 25. Juni
- Fahrendes Volk, 1. Juli (deutsch-französische Koproduktion)
- Andalusische Nächte, 5. Juli (zus. mit „Carmen de la Triána“ deutsch-spanische Koproduktion)
- Eine Frau kommt in die Tropen, 18. Juli
- Was tun, Sibylle?, 21. Juli
- Ich liebe Dich, 22. Juli
- Skandal um den Hahn, 5. August
- Schwarzfahrt ins Glück, 8. August
- Geheimzeichen LB 17, 9. August
- Capriccio, 11. August
- Narren im Schnee, 17. August
- Diskretion – Ehrensache, 23. August
- Fortsetzung folgt!, 26. August
- Die Frau am Scheidewege, 26. August (deutsch-ungarische Koproduktion)
- Der Spieler, 1. September (1938 verboten)
- Gastspiel im Paradies, 6. September
- Frau Sixta, 7. September
- Rote Orchideen, 8. September
- Der Tag nach der Scheidung, 9. September
- Unsere kleine Frau, 11. September (deutsch-italienische Koproduktion)
- Schneeweißchen und Rosenrot, 13. September
- Dreizehn Stühle, 16. September
- Nordlicht, 20. September
- Verwehte Spuren, 21. September
- Der Fall Deruga, 22. September
- Stärker als die Liebe, 23. September
- Schatten über St. Pauli, 23. September
- Am seidenen Faden, 26. September
- Ein Mädchen geht an Land, 30. September
- Die 4 Gesellen, 1. Oktober
- Tischlein deck Dich, Esel streck Dich, Knüppel aus dem Sack, 2. Oktober
- Konzert in Tirol, 3. Oktober
- Fracht von Baltimore, 4. Oktober
- Eine Nacht im Mai, 11. Oktober
- Der Optimist, 21. Oktober
- Peter spielt mit dem Feuer, 21. Oktober
- Zwei Frauen, 24. Oktober
- Liebelei und Liebe, 28. Oktober
- Kautschuk, 1. November
- Du und ich, 7. November
- Geld fällt vom Himmel, 7. November (deutsch-schwedische Koproduktion)
- Kleines Bezirksgericht, 10. November
- Der Hampelmann, 11. November
- Nanon, 15. November
- Scheidungsreise, 18. November
- Maja zwischen zwei Ehen, 22. November
- Das Verlegenheitskind, 22. November
- Dir gehört mein Herz, 22. November (deutsch-italienische Koproduktion)
- Napoleon ist an allem schuld, 29. November
- Tanz auf dem Vulkan, 30. November
- Ziel in den Wolken, 1. Dezember
- Liebesbriefe aus dem Engadin, 5. Dezember
- Der Blaufuchs, 14. Dezember
- In geheimer Mission, 16. Dezember
- Verliebtes Abenteuer, 20. Dezember
- Nanu, Sie kennen Korff noch nicht?, 21. Dezember
- Die Nacht der Entscheidung, 22. Dezember
- Dreizehn Mann und eine Kanone, 22. Dezember
- Pour le Mérite, 22. Dezember
- Sergeant Berry, 22. Dezember
- Lauter Lügen, 23. Dezember
- Menschen, Tiere, Sensationen, 23. Dezember
- Mutterlied, 24. Dezember (deutsch-italienische Koproduktion)
- Frauen für Golden Hill, 30. Dezember

## 1939
Die Gesamtzahl der uraufgeführten deutschen Spielfilme Filme betrug 108.
- Der Edelweißkönig, 1. Januar
- War es der im 3. Stock?, 6. Januar
- Spaßvögel, 20. Januar
- Drei wunderschöne Tage, 27. Januar
- Im Namen des Volkes, 27. Januar
- Zwischen Strom und Steppe, 30. Januar
- Das unsterbliche Herz, 31. Januar
- Spiel im Sommerwind, 2. Februar
- Der Schritt vom Wege, 9. Februar
- Der grüne Kaiser, 13. Februar
- Drunter und drüber, 17. Februar
- Bel Ami, 21. Februar
- Das Abenteuer geht weiter, 24. Februar
- Ein hoffnungsloser Fall, 7. März
- Aufruhr in Damaskus, 8. März
- Der Vierte kommt nicht, 9. März
- Silvesternacht am Alexanderplatz, 14. März
- Hotel Sacher, 15. März
- Männer müssen so sein, 16. März
- Wasser für Canitoga, 17. März
- Ich verweigere die Aussage, 17. März
- Drei Unteroffiziere, 31. März
- Der Florentiner Hut, 3./4. April
- Die Hochzeitsreise, 4. April
- Menschen vom Varieté, 14. April
- Prinzessin Sissy, 19. April
- Ich bin gleich wieder da, 21. April
- Der Gouverneur, 24. April
- Parkstraße 13, 4. Mai
- Salonwagen E 417, 5. Mai
- Die Pfingstorgel, 9. Mai
- Die kluge Schwiegermutter, 17. Mai
- Die Stimme aus dem Äther, 10. Mai
- Umwege zum Glück, 16. Mai
- Marguerite: 3, 22. Mai
- Grenzfeuer, 26. Mai
- Morgen werde ich verhaftet, 7. Juni
- Frau am Steuer, 20. Juni
- Hallo Janine, 1. Juli
- Steputat & Co., 4. Juli
- Robert und Bertram, 7. Juli
- Der arme Millionär, 12. Juli
- Der Vorhang fällt, 13. Juli
- Die Frau ohne Vergangenheit, 18. Juli
- Fräulein, 20. Juli
- Mann für Mann, 21. Juli
- Der Polizeifunk meldet, 25. Juli
- Die Geliebte, 28. Juli
- Paradies der Junggesellen, 1. August
- Das Ekel, 4. August
- Hochzeit mit Hindernissen, 4. August
- Ich bin Sebastian Ott, 11. August
- Es war eine rauschende Ballnacht, 15. August
- Die barmherzige Lüge, 18. August
- Ehe in Dosen, 18. August
- Schneider Wibbel, 18. August
- Renate im Quartett, 24. August
- Unsterblicher Walzer, 24. August
- Wer küßt Madeleine?, 24. August (1941 verboten)
- Kitty und die Weltkonferenz, 25. August (1939 verboten)
- Heimatland, 25. August
- Irrtum des Herzens, 29. August
- Die fremde Frau, 1. September
- Schneewittchen und die sieben Zwerge, September
- In letzter Minute, 8. September
- Drei Väter um Anna, 14. September
- Fasching, 14. September
- Die goldene Maske, 15. September
- Roman eines Arztes, 15. September
- Sensationsprozeß Casilla, 22. September
- Robert Koch, der Bekämpfer des Todes, 26. September
- Zwölf Minuten nach Zwölf, 27. September
- Liebe streng verboten, 30. September
- Zentrale Rio, 5. Oktober
- Leinen aus Irland, 16. Oktober
- Flucht ins Dunkel, 17. Oktober
- Gold in New Frisco, 20. Oktober
- Waldrausch, 20. Oktober
- D III 88, 26. Oktober
- Hochzeitsreise zu dritt, 30. Oktober
- Kennwort Machin, 30. Oktober
- Dein Leben gehört mir!, 31. Oktober
- Verdacht auf Ursula, 1. November
- Die Reise nach Tilsit, 2. November
- Johannisfeuer, 3. November
- Hurra! Ich bin Papa!, 16. November
- Das Lied der Wüste, 17. November
- Anton der Letzte, 20. November
- Das Recht auf Liebe, 24. November
- Rheinische Brautfahrt, 24. November
- Alarm auf Station III, 27. November
- Der Stammbaum des Dr. Pistorius, 5. Dezember
- Das Gewehr über!, 7. Dezember
- Maria Ilona, 14. Dezember
- Kongo-Express, 15. Dezember
- Nanette, Dezember
- Kornblumenblau, 15. Dezember
- Eine Frau wie Du, 16. Dezember
- Brand im Ozean, 19. Dezember
- Mutterliebe, 19. Dezember
- Opernball, 22. Dezember
- Wir tanzen um die Welt, 22. Dezember
- Der singende Tor (deutsch-italienische Koproduktion), 22. Dezember
- Ein ganzer Kerl, 22. Dezember
- Streit um den Knaben Jo, 23. Dezember
- Das Glück wohnt nebenan, 28. Dezember
- Meine Tante – Deine Tante, 28. Dezember

## 1940
- Zwei Welten, 5. Januar
- Rote Mühle, 11. Januar
- Der ewige Quell, 19. Januar
- Der ungetreue Eckehart, 25. Januar
- Der Weg zu Isabel, 26. Januar
- Weltrekord im Seitensprung, 30. Januar
- Weißer Flieder, 1. Februar
- Kriminalkommissar Eyck, 2. Februar
- Eine kleine Nachtmusik, 7. Februar
- Das jüngste Gericht, 12. Februar
- Lauter Liebe, 16. Februar
- Leidenschaft, 21. Februar
- Ihr Privatsekretär, 22. Februar
- Angelika, 23. Februar
- Casanova heiratet, 29. Februar
- Mein Mann darf es nicht wissen, 3. März
- Ein Mann auf Abwegen, 4. März
- Der Feuerteufel, 5. März
- Befreite Hände, 18. März
- Stern von Rio, 20. März
- Polterabend, 21. März
- Frau nach Maß, 23. März
- Tip auf Amalia, 23. März
- Wenn Männer verreisen, 3. April
- Verwandte sind auch Menschen, 11. April
- Der rettende Engel, 19. April
- Zwielicht, 19. April
- Der Fuchs von Glenarvon, 24. April
- Der Postmeister, 25. April
- Ein Robinson, 25. April
- Fahrt ins Leben, 29. April
- Donauschiffer, 30. April
- Seitensprünge, 30. April
- Ihr erstes Erlebnis, 3. Mai
- Krambambuli, 10. Mai
- Mädchen im Vorzimmer, 21. Mai
- Die unheimlichen Wünsche, 24. Mai
- Frau im Strom, 29. Mai
- Liebesschule, 30. Mai
- Meine Tochter tut das nicht, 1. Juni
- Sommer, Sonne, Erika, 4. Juli
- Bal paré, 11. Juli
- Die gute Sieben, 15. Juli
- Die Rothschilds, 17. Juli
- Was wird hier gespielt?, 19. Juli
- Aus erster Ehe, 25. Juli
- Alles Schwindel, 30. Juli
- Die 3 Codonas, 1. August
- Wiener G’schichten, 8. August
- Herz ohne Heimat, 20. August
- Trenck, der Pandur, 23. August
- Wie konntest Du, Veronika!, 29. August
- Beates Flitterwoche, 30. August
- Achtung! Feind hört mit!, 3. September
- Links der Isar – rechts der Spree, 5. September
- Kleider machen Leute, 16. September
- Die Geierwally, 17. September
- Die lustigen Vagabunden, 20. September
- Jud Süß, 24. September
- Falstaff in Wien, 26. September
- Meine Tochter lebt in Wien, 4. Oktober
- Für die Katz, 8. Oktober
- Golowin geht durch die Stadt, 8. Oktober
- Ein Leben lang, 9. Oktober
- Das sündige Dorf, 15. Oktober
- Die unvollkommene Liebe, 17. Oktober
- Das Fräulein von Barnhelm, 22. Oktober
- Traummusik, 25. Oktober
- Der dunkle Punkt, 26. Oktober
- Herz modern möbliert, 29. Oktober
- Das Herz der Königin, 1. November
- Der Sündenbock, 5. November
- Feinde, 7. November
- Weltraumschiff I startet, 7. November
- Friedrich Schiller – Der Triumph eines Genies, 13. November
- Falschmünzer, 19. November
- Kora Terry, 27. November
- Hänsel und Gretel, November/Dezember
- Zwischen Hamburg und Haiti, 3. Dezember
- Rosen in Tirol, 5. Dezember
- Bismarck, 6. Dezember
- Herz geht vor Anker, 13. Dezember
- Der liebe Augustin, 17. Dezember
- Im Schatten des Berges, 18. Dezember
- Sieben Jahre Pech, 19. Dezember
- Der Herr im Haus, 19. Dezember
- Der Kleinstadtpoet, 20.  Dezember
- Herzensfreud – Herzensleid, 20 Dezember
- Operette, 20. Dezember
- Unser Fräulein Doktor, 20. Dezember
- Die keusche Geliebte, 27. Dezember
- Wunschkonzert, 30. Dezember

## 1941
- Blutsbrüderschaft, 3. Januar
- Was will Brigitte?, 7. Januar
- Die letzte Runde, 22. Januar
- Das Mädchen von Fanö, 24. Januar
- Alarm, 31. Januar
- Das himmelblaue Abendkleid, 5. Februar
- Am Abend auf der Heide, 11. Februar
- Unser kleiner Junge, 13. Februar
- Hochzeitsnacht, 14. Februar
- Mein Leben für Irland, 17. Februar
- So gefällst Du mir, 27. Februar
- Kampfgeschwader Lützow, 28. Februar
- Der laufende Berg, 4. März
- Kopf hoch, Johannes!, 11. März
- Spähtrupp Hallgarten, 14. März
- Carl Peters, 21. März
- Über alles in der Welt, 21. März
- Hauptsache glücklich, 3. April
- Ohm Krüger, 4. April
- Die schwedische Nachtigall, 9. April
- Männerwirtschaft, 10. April
- Liebe ist zollfrei, 17. April
- Der siebente Junge, 28. April
- Jungens, 2. Mai
- Auf Wiedersehn, Franziska, 6. Mai
- Der Weg ins Freie, 7. Mai
- U-Boote westwärts!, 9. Mai
- Das leichte Mädchen, 27. Mai
- … reitet für Deutschland, 30. Mai
- Venus vor Gericht, 4. Juni
- Dreimal Hochzeit, 24. Juni
- Friedemann Bach, 25. Juni
- Stukas, 27. Juni
- Mutter, Juli (deutsch-italienische Koproduktion)
- Familienanschluß, 11. Juli
- Frau Luna, 22. Juli
- Pedro soll hängen, 27. Juli
- Aufruhr im Damenstift, 29. Juli
- Der Gasmann, 1. August
- Krach im Vorderhaus, 19. August
- Immer nur … Du!, 22. August
- Ich klage an, 29. August
- Komödianten, 5. September
- Clarissa, 8. September
- Annelie, 9. September
- Kleine Mädchen – große Sorgen, 26. September
- Ehe man Ehemann wird, 3. Oktober
- Kameraden, 3. Oktober
- Sechs Tage Heimaturlaub, 3. Oktober
- Heimkehr, 10. Oktober
- Leichte Muse, 10. Oktober
- Jakko, 12. Oktober
- Wetterleuchten um Barbara, 17. Oktober
- Das tapfere Schneiderlein, 23. Oktober
- Alles für Gloria, 25. Oktober
- Wir bitten zum Tanz, 28. Oktober
- Die Kellnerin Anna, 30. Oktober
- Frauen sind doch bessere Diplomaten, 31. Oktober
- Was geschah in dieser Nacht?, 4. November
- Oh, diese Männer, 6. November
- Das andere Ich, 21. November
- Leichte Muse, 24. November
- Jenny und der Herr im Frack, 25. November
- Kadetten, 2. Dezember
- Quax, der Bruchpilot, 16. Dezember
- Der Meineidbauer, 18. Dezember
- Menschen im Sturm, 19. Dezember
- Sein Sohn. 19. Dezember
- Sonntagskinder, 19. Dezember
- Tanz mit dem Kaiser, 19. Dezember
- Alarmstufe V, 22. Dezember
- Heimaterde, 23. Dezember
- Vertigine, 26. Dezember (deutsch-italienische Koproduktion)
- Illusion, 30. Dezember

## 1942
- Die große Nummer, 8. Januar
- Der Strom, 8. Januar
- Geheimakte W.B. 1, 23. Januar
- Zwei in einer großen Stadt, 23. Januar
- Der scheinheilige Florian, 27. Januar
- Brüderlein fein, 29. Januar
- Viel Lärm um Nixi, 19. Februar
- Das heilige Ziel, Februar (deutsch-japanische Koproduktion; jap. Titel: 国民の誓; Film von 1938)
- Himmelhunde, 20. Februar
- Der große König, 3. März
- Schicksal, 18. März
- Zwischen Himmel und Erde, 26. März
- Anuschka, 27. März
- Die Sache mit Styx, 1. April
- Die Nacht in Venedig, 2. April
- Wiener Blut, 2. April
- Der verkaufte Großvater, 13. April
- Die Erbin vom Rosenhof, 24. April
- Violanta, 8. Mai
- Der Fall Rainer, 12. Mai
- Hochzeit auf Bärenhof, 8. Juni
- Kleine Residenz, 2. Juli
- Die große Liebe, 12. Juni
- Rembrandt, 19. Juni
- So ein Früchtchen, 26. Juni
- Ein Windstoß, 9. Juli
- Das große Spiel, 10. Juli
- Vom Schicksal verweht, 24. Juli
- GPU, 12. August
- Anschlag auf Baku, 25. August
- Die heimliche Gräfin, 27. August
- Die Entlassung, 15. September
- Weiße Wäsche, 22. September
- Fronttheater, 24. September
- Wir machen Musik, 8. Oktober
- Sieben Jahre Glück, 9. Oktober
- Hände hoch!, 22. Oktober
- Der große Schatten, 23. Oktober
- Stimme des Herzens, 27. Oktober
- Mit den Augen einer Frau, 30. Oktober
- Der Hochtourist
- Einmal der liebe Herrgott sein, 10. November
- Diesel, 13. November
- Andreas Schlüter, 19. November
- Meine Freundin Josefine, 20. November
- Die goldene Stadt, 24. November
- Sommerliebe, 26. November
- Der Seniorchef, 27. November
- Wen die Götter lieben, 5. Dezember
- Hab mich lieb!, 8. Dezember
- 5000 Mark Belohnung,  10. Dezember
- Dr. Crippen an Bord, 15. Dezember
- Ein Zug fährt ab, 18. Dezember
- Der 5. Juni, 20. Dezember (1942 verboten)
- Meine Frau Teresa, 29. Dezember
- Geliebte Welt, 30. Dezember

## 1943
Die Gesamtzahl der uraufgeführten deutschen Spielfilme Filme betrug 74.
- Liebeskomödie, 10. Januar
- Maske in Blau, 15. Januar
- Zwei glückliche Menschen, 16. Januar
- Der Ochsenkrieg, 16. Januar
- Ein Walzer mit dir, 12. Februar
- Späte Liebe, 16. Februar
- Sophienlund, 26. Februar
- Damals, 3. März
- Floh im Ohr, 2. März
- Münchhausen, 3. März
- Paracelsus, 12. März
- Kohlhiesels Töchter, 18. März
- Frauen sind keine Engel, 23. März
- Nacht ohne Abschied, 26. März
- Altes Herz wird wieder jung, 2. April
- Liebe, Leidenschaft und Leid, 2. April
- Fahrt ins Abenteuer, 8. April
- Karneval der Liebe, 9. April
- Abenteuer im Grandhotel, 16. April
- Himmel, wir erben ein Schloß!, 16. April
- Wien 1910, 16. April
- Symphonie eines Lebens, 21. April
- Das Ferienkind, 22. April
- Der kleine Grenzverkehr, 22. April
- Die Wirtin zum Weißen Rößl, 29. April
- Gefährtin meines Sommers, 11. Mai
- Germanin – Die Geschichte einer kolonialen Tat, 15. Mai
- Liebesgeschichten, 27. Mai
- Die Jungfern vom Bischofsberg, 28. Mai
- Wenn die Sonne wieder scheint, 4. Juni
- Ich vertraue Dir meine Frau an, 8. Juni
- ...und die Musik spielt dazu, 8. Juni
- Die kluge Marianne, 10. Juni
- Der ewige Klang, 18. Juni
- Der dunkle Tag, 23. Juni
- Romanze in Moll, 25. Juni
- Der zweite Schuß, 2. Juli
- Tonelli, 12. Juli
- Das Bad auf der Tenne, 30. Juli
- Geliebter Schatz, 3. August
- Lache Bajazzo, 12. August
- Du gehörst zu mir, 17. August
- Der unendliche Weg, 24. August
- Liebespremiere, 24. August
- Die Gattin, 31. August
- Peterle, 9. September
- Zirkus Renz, 10. September
- Tragödie einer Liebe, 24. September (deutsch-italienische Koproduktion)
- Wenn der junge Wein blüht, 24. September
- Man rede mir nicht von Liebe, 1. Oktober
- Großstadtmelodie, 4. Oktober
- Der weiße Traum, 5. Oktober
- Reisebekanntschaft, 7. Oktober
- Ein glücklicher Mensch, 15. Oktober
- Ich werde dich auf Händen tragen, 19. Oktober
- Die beiden Schwestern, 27. Oktober
- Schwarz auf Weiß, 29. Oktober
- Kollege kommt gleich, 2. November
- Reise in die Vergangenheit, 5. November
- Ein Kuss in der Sommernacht, 10. November
- Gabriele Dambrone, 11. November
- Fritze Bollmann wollte angeln, 12. November
- Die schwache Stunde, 16. November
- Ein Mann mit Grundsätzen?, 19. November
- Ein Mann für meine Frau, 26. November
- Gefährlicher Frühling, 30. November
- Akrobat schö-ö-ö-n, 1. Dezember
- Johann, 3. Dezember
- Spiel, 5. Dezember
- Leichtes Blut, 7. Dezember
- Immensee, 8. Dezember
- Die unheimliche Wandlung des Alex Roscher, 9. Dezember
- Wildvogel, 21. Dezember
- Tolle Nacht, 22. Dezember
- Die goldene Spinne, 23. Dezember
- Drei tolle Mädels, 23. Dezember (deutsch-italienische Koproduktion)

## 1944
- Um 9 kommt Harald, 6. Januar
- Die Hochstaplerin, 7. Januar
- Seine beste Rolle, 20. Januar
- Liebesbriefe, 21. Januar
- Ein schöner Tag, 27. Januar
- Die Feuerzangenbowle, 28. Januar
- In flagranti, 31. Januar
- Das Lied der Nachtigall, 10. Februar
- Die keusche Sünderin, 11. Februar
- Nora, 14. Februar
- Das schwarze Schaf, 29. Februar
- Schrammeln, 3. März
- Familie Buchholz, 3. März
- Romantische Brautfahrt, 9. März
- Sieben Briefe, 29. März
- Neigungsehe, 24. März
- Glück unterwegs, 4. April
- Der Verteidiger hat das Wort, 6. April
- Meine vier Jungens, 21. April
- Die goldene Fessel, 2. Mai
- Träumerei, 3. Mai
- Die Zaubergeige, 9. Mai
- Herr Sanders lebt gefährlich, 12. Mai
- Der große Preis, 19. Mai
- Eine Frau für drei Tage, 19. Mai
- Es lebe die Liebe, 24. Mai
- Junge Adler, 24. Mai
- Der Täter ist unter uns, 27. Mai
- Der Majoratsherr, 6. Juni
- Sommernächte, 26. Juni
- Komm' zu mir zurück!, 30. Juni
- Der Meisterdetektiv, 10. Juli
- Der gebieterische Ruf, 11. Juli
- Ich brauche Dich, 11. Juli
- Glück bei Frauen, 12. Juli
- Ich hab’ von dir geträumt, 12. Juli
- Hundstage, 4. August
- Warum lügst Du, Elisabeth?, 4. August
- Ich bitte um Vollmacht, 8. August
- Die Degenhardts, 11. August
- Die Frau meiner Träume, 25. August
- Die schwarze Robe, 4. September
- Die Affäre Roedern, 7. September
- Aufruhr der Herzen, 8. September
- Musik in Salzburg, 26. September
- Schicksal am Strom, 3. Oktober
- Seinerzeit zu meiner Zeit, 9. Oktober
- Es fing so harmlos an, 20. Oktober
- Das war mein Leben, 24, Oktober
- Das Konzert, 27. Oktober
- Ein fröhliches Haus, 16. November
- Dir zuliebe, 17. November
- Junge Herzen, 30. November
- Am Vorabend, 1. Dezember
- Orient-Express, 1. Dezember
- Philharmoniker, 4. Dezember
- Spiel, 5. Dezember
- Der kleine Muck, Dezember
- Opfergang, 8. Dezember
- Das Hochzeitshotel, 12. Dezember
- Das Herz muß schweigen, 19. Dezember
- Der Engel mit dem Saitenspiel, 19. Dezember
- Das Leben ruft, 20. Dezember
- Der grüne Salon, 27. Dezember

## 1945
Die Gesamtzahl der uraufgeführten deutschen Spielfilme Filme betrug 12.
- Solistin Anna Alt, 22. Januar
- Kolberg, 30. Januar
- Die Jahre vergehen, 6. Februar
- Meine Herren Söhne, 20. Februar
- Die Brüder Noltenius, 25. Februar
- Eines Tages, 26. Februar
- Bravo, kleiner Thomas, 28. Februar
- Die falsche Braut, 3. März
- Ein Mann wie Maximilian, 10. März
- Der stumme Gast, März
- Das alte Lied, 30. März
- Der Erbförster, 5. April

Für weitere fertiggestellte Filme, die eventuell zugelassen, aber nicht mehr aufgeführt wurden, siehe Überläufer.